# Larry Hennig
Larry Hennig (Mineápolis, 18 de junio de 1936-6 de diciembre de 2018) fue un luchador profesional estadounidense. Fue el padre de Curt «Mr. Perfect» Hennig, y el abuelo de Joe «Curtis Axel» Hennig. Trabajó en la American Wrestling Association, National Wrestling Alliance y en la World Wide Wrestling Federation. Hennig era conocido por el apodo, «The Axe», un apodo que tenía debido a su movimiento característico de lanzar un codo con el peso completo de su cuerpo sobre sus oponentes caídos.

## Carrera en la lucha libre profesional

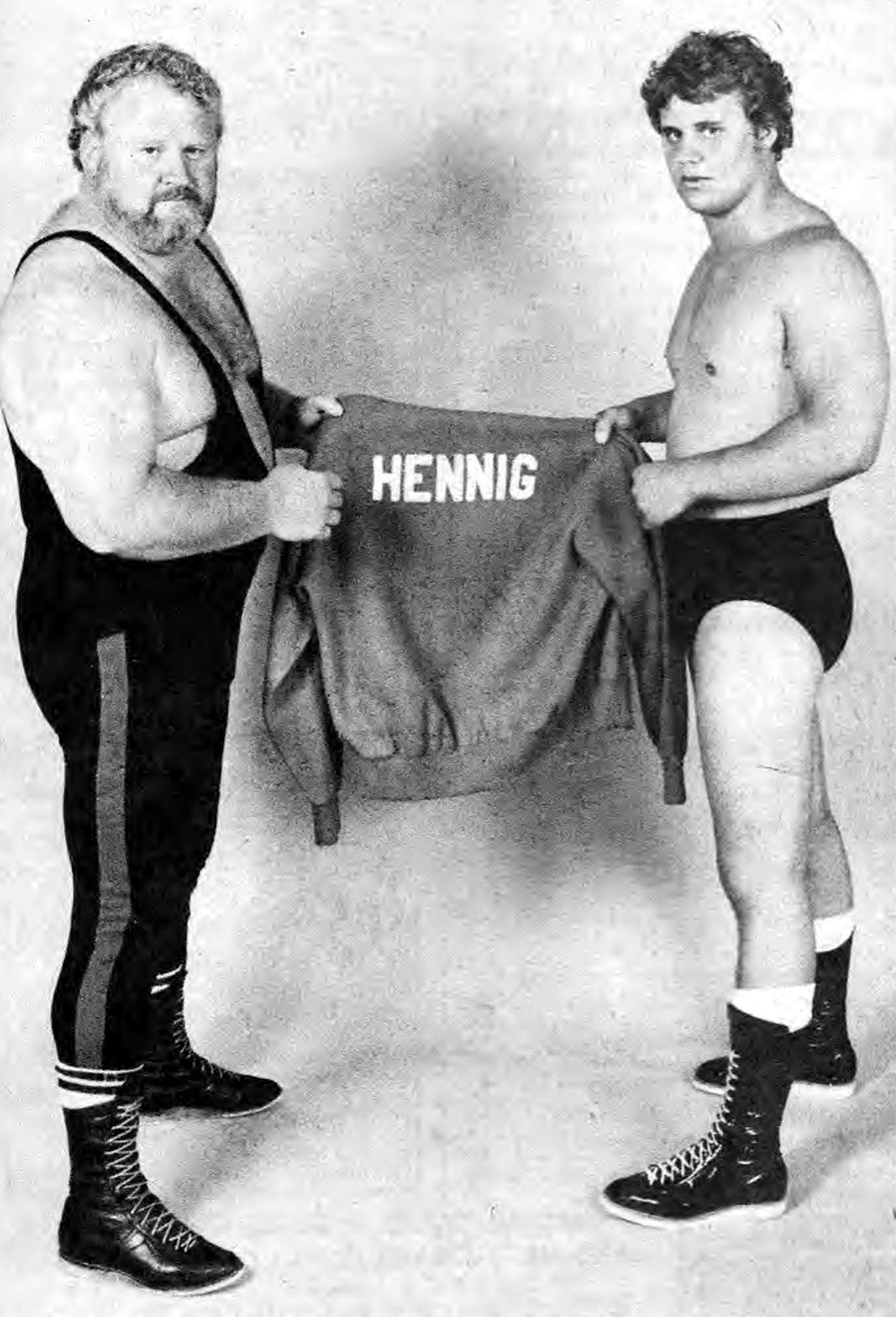
Los luchadores profesionales estadounidenses Larry Hennig (izquierda) y su hijo Curt Hennig (derecha), 1981.

### American Wrestling Association
A principios de la década de 1960, Hennig ingresó en la American Wrestling Association (AWA) bajo la tutela de Verne Gagne. Finalmente, encontró cierto éxito en el evento principal y compartió un breve reinado en el Campeonato Mundial en Parejas de la AWA con Duke Hoffman. Pero al perder frecuentemente ante luchadores más rudos y más experimentados, comenzó a cuestionar el estilo científico inculcado en él por Gagne y miró hacia un enfoque diferente (kayfabe).
Durante el verano de 1963, Hennig dejó la AWA por un período en los territorios de Texas. Mientras viajaba por Texas, Hennig adoptó un estilo más brutal y ganó el Campeonato Peso Pesado de Texas. También se cruzó con Harley Race. Los dos jóvenes luchadores iniciaron una amistad y luego de su compromiso mutuo en Amarillo, un nuevo equipo en parejas irrumpió en la escena de lucha libre de Minneápolis. Race y Hennig se nombraron a sí mismos como «Handsome» Harley Race y «Pretty Boy» Larry Hennig, un equipo de villanos con una inclinación por romper las reglas para ganar combates. Rápidamente se convirtieron en contendientes por los campeonatos en paejas, y el 30 de enero de 1965, derrotaron al tándem de Dick the Bruiser y The Crusher para capturar el Campeonato Mundial en Parejas de la AWA, convirtiéndose, en ese momento, en los campeones más jóvenes de equipos. Race y Hennig continuaron peleando con Bruiser, Crusher y otros equipos principales durante los próximos años, acumulando tres reinados con los títulos.
Verne Gagne, en particular, era un odiado rival del equipo y reclutó a muchos socios diferentes para tratar de derrotar a Race y Hennig durante su carrera en la AWA. Gagne y Crusher ganaron los títulos de ellos seis meses después del primer reinado de Race y Hennig, pero los perdieron el 7 de agosto de 1965. El equipo retuvo los títulos hasta mayo de 1966, cuando perdieron ante Bruiser y Crusher. Luego se embarcaron en una gira por Nueva Zelanda, Japón y Australia, donde se convirtieron en los primeros Campeones en Parejas de World Championship Wrestling de Australia en junio. Justo antes de irse a Japón, perdieron los títulos ante Mark Lewin y Dominic DeNucci.
Race y Hennig regresaron a los Estados Unidos en el otoño de 1966, comenzando de nuevo en la parte inferior de la competencia. Cuando volvieron a subir de filas, recibieron una oportunidad por el título el 6 de enero de 1967 y derrotaron a Bruiser y a Crusher en Chicago, Illinois. Este sería su reinado final como Campeones en Parejas de AWA.

### Lesión de rodilla
El 1 de noviembre de 1967, durante un combate de equipos por parejas en Winnipeg, Hennig estaba en medio de levantar a Johnny Powers cuando otro oponente lo golpeó desde el frente. Cuando dejó caer a Powers en la lona, Hennig descubrió que la rodilla se había doblado hacia adentro. A pesar del daño severo en el cartílago y los tendones, se negó a ir al hospital local y, en cambio, hizo que Race lo llevara 500 millas a su casa en Minneápolis. La lesión terminó su último reinado con el título. La AWA permitió que Race seleccionara a otro compañero para defender el campeonato.
En marzo de 1968, Hennig volvió a luchar nuevamente junto a Race. Sin embargo, después de varios años en la parte superior de la división de equipos en parejas, Race se fue en diciembre de 1968 para seguir una carrera individual en la National Wrestling Alliance. Hennig se asoció de inmediato con Lars Anderson durante los próximos tres años. A mediados de la década de 1970, mientras competía en Florida, Hennig se unió a algunos combates con Race. 1972 tenía a Hennig en pareja con «Dirty» Dusty Rhodes (entonces un heel), y en 1973, Hennig trabajó como estrella individual en un feudo con Verne Gagne y su hijo Greg.
Hennig se volvió face el 10 de agosto de 1974 en una grabación de televisión en Minneapolis, ahora luciendo una barba roja llena y llamándose «The Axe» («El hacha») cuando salvó a Greg Gagne y Jim Brunzell de un ataque. El evento hizo que Hennig se opusiera a sus antiguos aliados, Nick Bockwinkel y Ray Stevens, y al mánager Bobby Heenan (a quien Bockwinkel y Stevens contrataron luego de su reciente pérdida del Campeonato Mundial en Parejas de la AWA nte The Crusher y Billy Robinson el mes anterior) cuando atacaron a Gagne y Brunzell durante un episodio de AWA All-Star Wrestling.
Durante este tiempo, Hennig también apareció en la película independiente, The Wrestler, donde se enfrentó a Verne Gagne en el Cow Palace en el primer combate. En 1976, Hennig formó un equipo con Joe LeDuc.

### Regreso a la AWA
Cuando Race regresó a la AWA en 1984, luchó contra el hijo de Hennig, Curt, un combate que fue impulsado por Larry Hennig al enfrentarse a su excompañero de equipo al final del combate. El año siguiente, el primer gran push de Curt sería junto a su padre en un feudo con The Road Warriors. Sin embargo, antes del retiro de Larry en 1985, los Hennig ganaron el Campeonato en Parejas del Noroeste del Pacífico de NWA.
Hennig también viajó a la ciudad de Nueva York para desafiar sin éxito a Bruno Sammartino por el Campeonato Mundial Peso Pesado de la WWF.

## Vida personal
Antes de seguir una carrera en la lucha libre profesional, Hennig se convirtió en el campeón de peso pesado de la Preparatoria Estatal de Minnesota en Robbinsdale, Minnesota en 1954. Recibió una beca de la Universidad de Minnesota para luchar y jugar al fútbol, pero tuvo que renunciar debido a las prioridades de la familia y la crianza de los hijos. Tuvo cinco hijos, incluido el luchador profesional fallecido Curt Hennig. Curt murió el 10 de febrero de 2003 de una intoxicación aguda por cocaína. Después de la altamente publicitada muerte de Chris Benoit, Hennig compartió algunas palabras con USA Today sobre las muertes prematuras en la lucha libre profesional.
Tras el retiro de Hennig de la lucha libre profesional, él y su esposa se convirtieron en dueños de una compañía de bienes raíces en St. Cloud, Minnesota. Vendió bienes raíces desde 1957 y también trabajó como subastador. También incursionó en Commodity Futures, específicamente CME Dairy.

## Muerte
Hennig murió el 6 de diciembre de 2018 por insuficiencia renal a la edad de 82 años.

## En lucha
- Movimientos finales
  - Bear hug[12]
  - Big splash[12]
  - Elbow drop[12]

- Apodos
  - "The Axe"[7]
  - "Pretty Boy"[4]

## Campeonatos y logros
- American Wrestling Association
  - AWA Midwest Tag Team Championship (1 vez) - con Lars Anderson[13]
  - AWA World Tag Team Championship (4 veces) - with Duke Hoffman (1) and Harley Race (3)[14]
  - AWA World Tag Team Championship Tournament (1962) - con Duke Hoffman
- Cauliflower Alley Club
  - Iron Mike Mazurki Award (2015)[6][15]
- George Tragos/Lou Thesz Professional Wrestling Hall of Fame
  - Class of 2006[8]
  - Lou Thesz Award (2013)[16]
- International Pro Wrestling
  - IWA World Tag Team Championship (1 vez) - con Bob Windham[17]
- Pacific Northwest Wrestling
  - NWA Pacific Northwest Tag Team Championship (1 vez) - con Curt Hennig[7]
- Professional Wrestling Hall of Fame
  - Class of 2017 - inducido como parte de su equipo en parejas con Harley Race[18]
- Western States Sports
  - NWA Brass Knuckles Championship (Amarillo version) (1 vez)[19]